# Hunyada
Hunyada is een geslacht van vlinders van de familie tandvlinders (Notodontidae).

## Soorten
- H. hunyada Swinhoe, 1903
- H. marconia Schaus, 1928
- H. venosa Kiriakoff, 1962